# زردپره حنایی

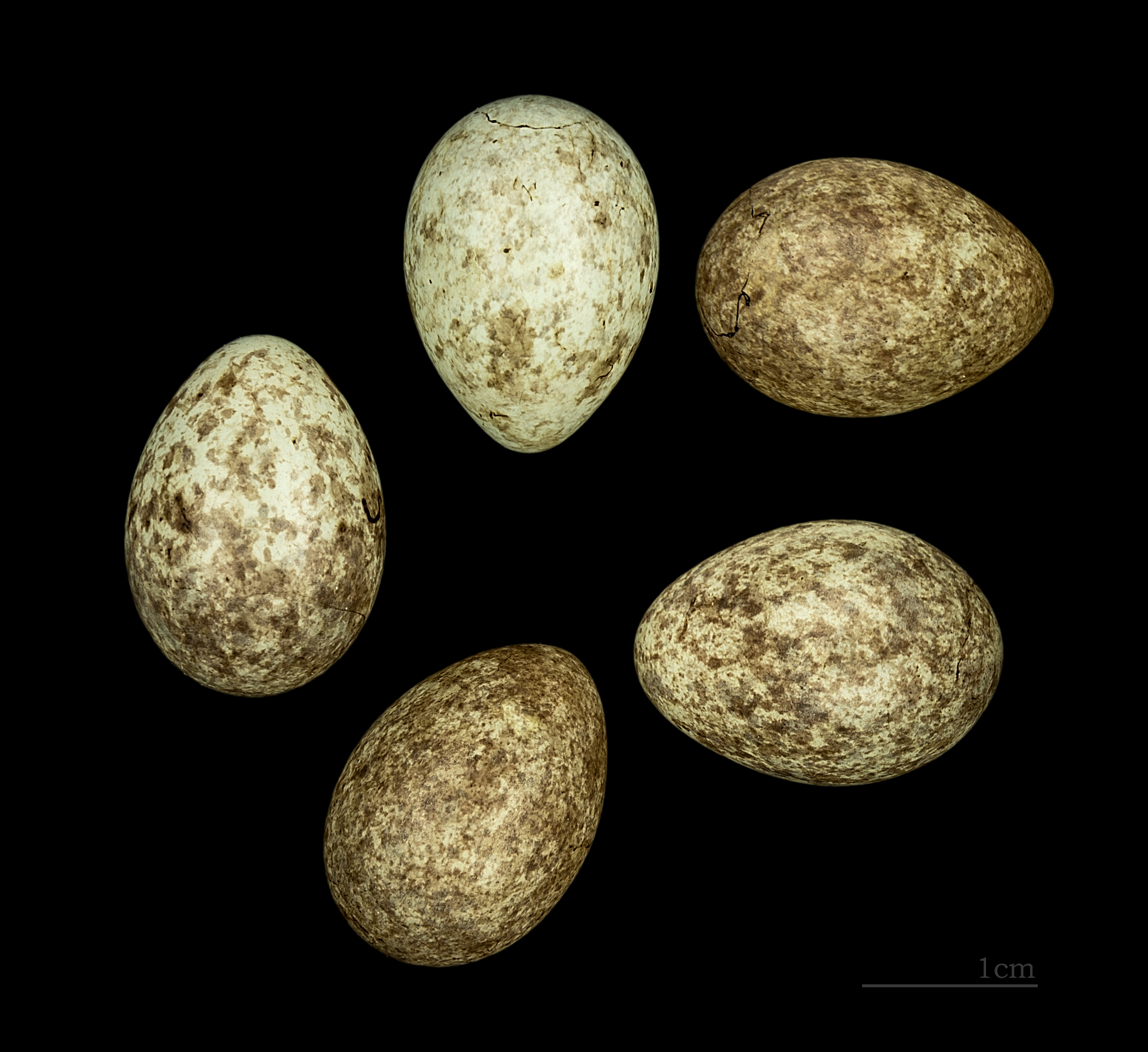
Emberiza rustica

زردپره حنایی (نام علمی: Emberiza rustica) پرنده‌ای از گروه زردپره‌ها در تیرهٔ زردپرگان در راستهٔ گنجشک‌سانان است. این پرنده در اروپا و آسیا زندگی می‌کند و پرنده کوچنده است و در زمستان به جنوب شرق آسیا، ژاپن، و شرق چین می‌رود. در ایران و غرب اروپا نیز به صورت سرگردان دیده می‌شود.